# Averil Cameron
Averil Millicent Cameron (Leek, Reino Unido, 8 de febrero de 1940-) es un historiadora británica. Ha sido catedrática de Historia Tardoantigua y Bizantina en la Universidad de Oxford, así como directora del Keble College de Oxford entre 1994 y 2010.

## Carrera
Fue catedrática de Historia Antigua entre 1978 y 1989, y posteriormente catedrática de Estudios Tardoantiguos y Bizantinos entre 1989 y 1994. Fundó y dirigió el Centre for Hellenic Studies del King's College de Londres. En la Universidad de Oxford, ocupó los cargos de presidenta de la Conference of Colleges y vicerrectora (Pro-Vice-Chancellor), además de presidir el Comité de la Biblioteca Sackler y el Comité Asesor de Títulos Honorarios. También fue miembro de los comités de Conflicto de Interés, Select Preachers, Bampton Lectures y del Wainwright Fund. Forma parte de diversas instituciones académicas, como el Oxford Centre for Byzantine Research, el Institute of Classical Studies Advisory Council, la Cathedrals Fabric Commission for England (1999–2005) y el proyecto Prosopography of the Byzantine World.
Cameron también ha sido presidenta de varias sociedades, como The Ecclesiastical History Society (2005–06); Council for British Research in the Levant y la Fédération internationale des associations d'études classiques (2009–2014);

### Honores
Cameron es doctora honoris causa por las Universidades de Warwick, St Andrews, Aberdeen, Lund, Queen's University of Belfast y Londres.
Es miembro  de la Society of Antiquaries de Londres, de la British Academy, de la Ecclesiastical History Society (desde 2001), del King's College London, de la Royal Historical Society, y del Institute of Classical Studies de Londres.

## Vida personal
Cameron nació en Leek, Staffordshire, como hija única de una familia de clase trabajadora. Estudió Literae Humaniores en el Somerville College de Oxford y contrajo matrimonio con Alan Cameron, con quien tiene un hijo y una hija.